# Roman Gutkowski
Roman Gutkowski (ur. 1953) – polski samorządowiec i przedsiębiorca, w latach 1991–1995 wiceprezydent, a w latach 1996–1997 prezydent Świętochłowic.

## Życiorys
Ukończył studia magisterskie. W 1990 i 1994 wybierany do rady miejskiej Świętochłowic. Pracował jako zastępca dyrektora spółki Metron-Slet, został też przewodniczącym miejskiego koła Unii Wolności. W latach 1991–1995 był wiceprezydentem Świętochłowic. Jednocześnie zasiadał w Zgromadzeniu Komunikacyjnego Związku Komunalnego Górnośląskiego Okręgu Przemysłowego w kadencji 1991–1994. Od 30 maja 1996 do 24 września 1997 zajmował stanowisko prezydenta miasta, zrezygnował z niego z przyczyn osobistych.